# Diplazon constrictus
Diplazon constrictus là một loài tò vò trong họ Ichneumonidae.